# 四国山地

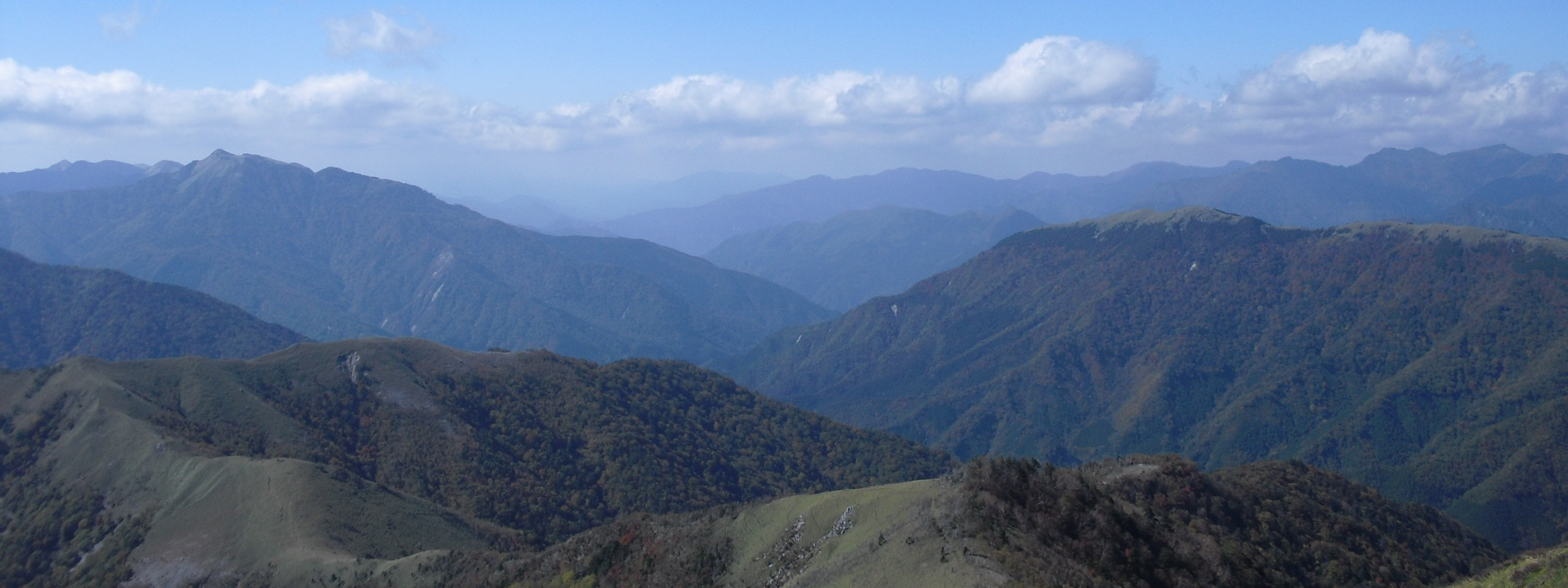
次郎笈から望む四国山地東部の山々

四国山地（しこくさんち）は、四国の中央部を東西に貫く山地。中央構造線の南に千数百メートル級の急峻な山々が連なっている。
範囲は、中央構造線より南側の四国全域に亘る。西南日本内帯に属する讃岐山脈や高縄山地は通常、四国山地に含めない。

## 概要
西日本、そして愛媛県の最高峰である石鎚山(1982m)や、徳島県の最高峰である剣山(1955m)など2000m近くの山々を多く有している。山地を境として、南部は高温多雨の太平洋側気候で毎年台風等による水害が多発しており、北部は少雨の瀬戸内型気候で南部とは逆に水不足に悩まされている地域が多いが、愛媛県の新居浜市や西条市など特に高い山々を背にする都市では、その高さ故に保水力が高く地下水に恵まれている。
南国にありながら、四国山地の冬は本州の中国山地や吉備高原を超えたり関門海峡を抜けたりした寒気が瀬戸内海の水蒸気を凍らせて四国山地にぶつかるために雪が多く、スキー場も多い。山中あるいは山際の道路は凍結しやすく、自動車は度々チェーンの着用が必要となる。
地質的には西南日本外帯に属し、北側から三波川変成帯、秩父帯、四万十帯が東北東 - 西南西方向に分布する。吉野川中流の大歩危からその支流の穴内川、すなわち土讃線および国道32号沿いにより東部と西部に分けられ、西部のうち石鎚山脈、および東部のうち剣山地は西日本屈指の高峰が集中する。石鎚山脈北側は中央構造線を境として道前平野や新居浜平野へ落ち込み、東西約50kmに亘る石鎚断層崖が続く。
標高およそ1,700m以上は主にシコクシラベやダケカンバからなる亜高山帯針葉樹林、その下部の800mから1,700m付近はブナなどの落葉広葉樹林に覆われるが、スギやヒノキなどの人工林も多く見られる。石鎚山および二ッ岳などは険しい岩峰であるが、瓶ヶ森、笹ヶ峰、三嶺および剣山などは山頂部がササに覆われ、隆起準平原の様相を呈する。
古代より山岳修行が盛んであり、石鎚山や剣山などはその代表格である。さらには弘法大師ゆかりの四国八十八箇所遍路により、山地各所に多くの寺社が存在する。

## 主な山

### 西部の主な山
- 石鎚山（1982m）- 西日本最高峰、日本百名山
- 二ノ森（1930m）
- 瓶ヶ森（1896m）- 日本三百名山
- 西黒森（1861m）
- 筒上山（1860m）
- 笹ヶ峰（1859m）- 日本二百名山
- ちち山（1855m）
- 手箱山（1806m）
- 寒風山（1763m）
- 伊予富士（1756m）- 日本三百名山
- 岩黒山（1746m）
- 東赤石山（1706m）- 日本二百名山
- 平家平（1693m）
- 堂ヶ森（1689m）
- 二ッ岳（1647m）
- 西赤石山（1626m）
- 大座礼山（1588m）
- 中津明神山（1541m）
- 稲叢山（1506m）- 新日本百名山
- 赤星山（1453m）
- 石墨山（1456m）
- 雨ヶ森（1390m）
- 皿ヶ嶺（1271m）
- 工石山（1177m）
- 陣ヶ森（1013m）
- 壺神山（971m）
- 障子山（885m）

### 東部の主な山
- 剣山（1955m）- 日本百名山
- 次郎笈（1930m）
- 三嶺（1894m）- 日本二百名山
- 一ノ森（1880m）
- 矢筈山（1849m）
- 西熊山（1816m）
- 天狗塚（1812m）
- 白髪山（1770m）
- 高ノ瀬（1740m）
- 塔丸（1713m）
- 丸笹山（1712m）- 花の百名山
- 石立山（1708m）
- 黒笠山（1703m）
- 丸石（1684m）
- 烏帽子山（1670m）
- 天神丸（1631m）
- 高城山（1628m）
- 土佐矢筈山（1606m）
- 権田山（1606m）
- 寒峰（1605m）
- 平家平（1604m）
- 奥工石山（1516m）
- 雲早山（1496m）
- 白髪山（1469m）
- 奥神賀山（1443m）
- 高丸山（1439m）
- 佐々連尾山（1404m）
- 梶ヶ森（1400m）
- 湯桶丸（1372m）
- 高根山（1312m）
- 正善山（1230m）
- 御在所山（1079m）
- 旭ヶ丸（1020m）
- 中津峰山（773m）

### その他
- 三本杭（1226m）- 日本三百名山
- 篠山（1065m）- 日本三百名山
- 飯野山（422m）- 新日本百名山
- 天狗高原（1484m）- 花の百名山
- 横倉山（793m）- 花の百名山
- 別子銅山越（1294m）- 新・花の百名山

## ギャラリー

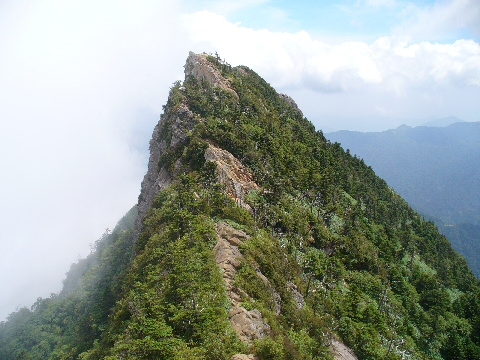
石鎚山天狗岳
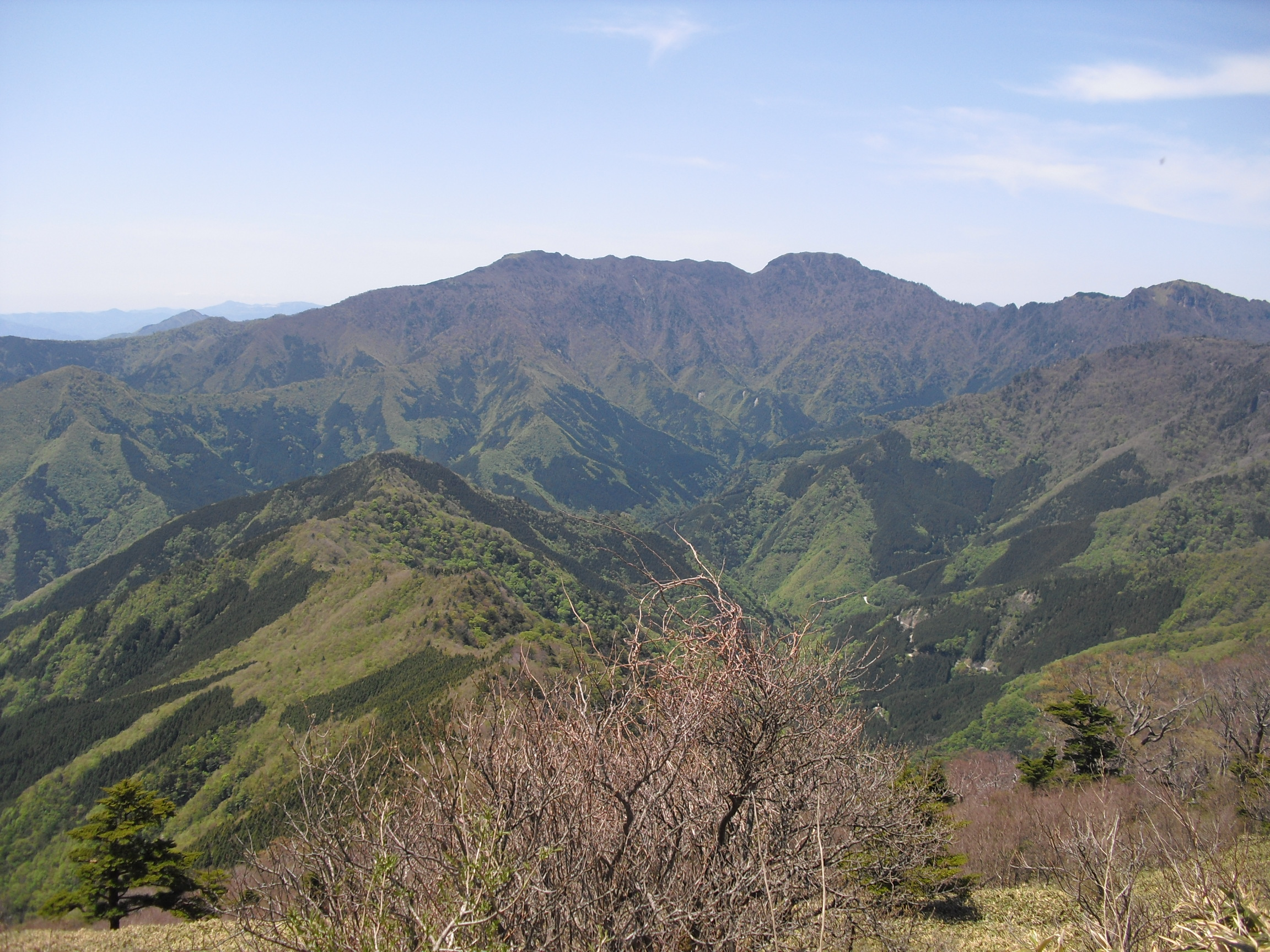
手箱山と筒上山
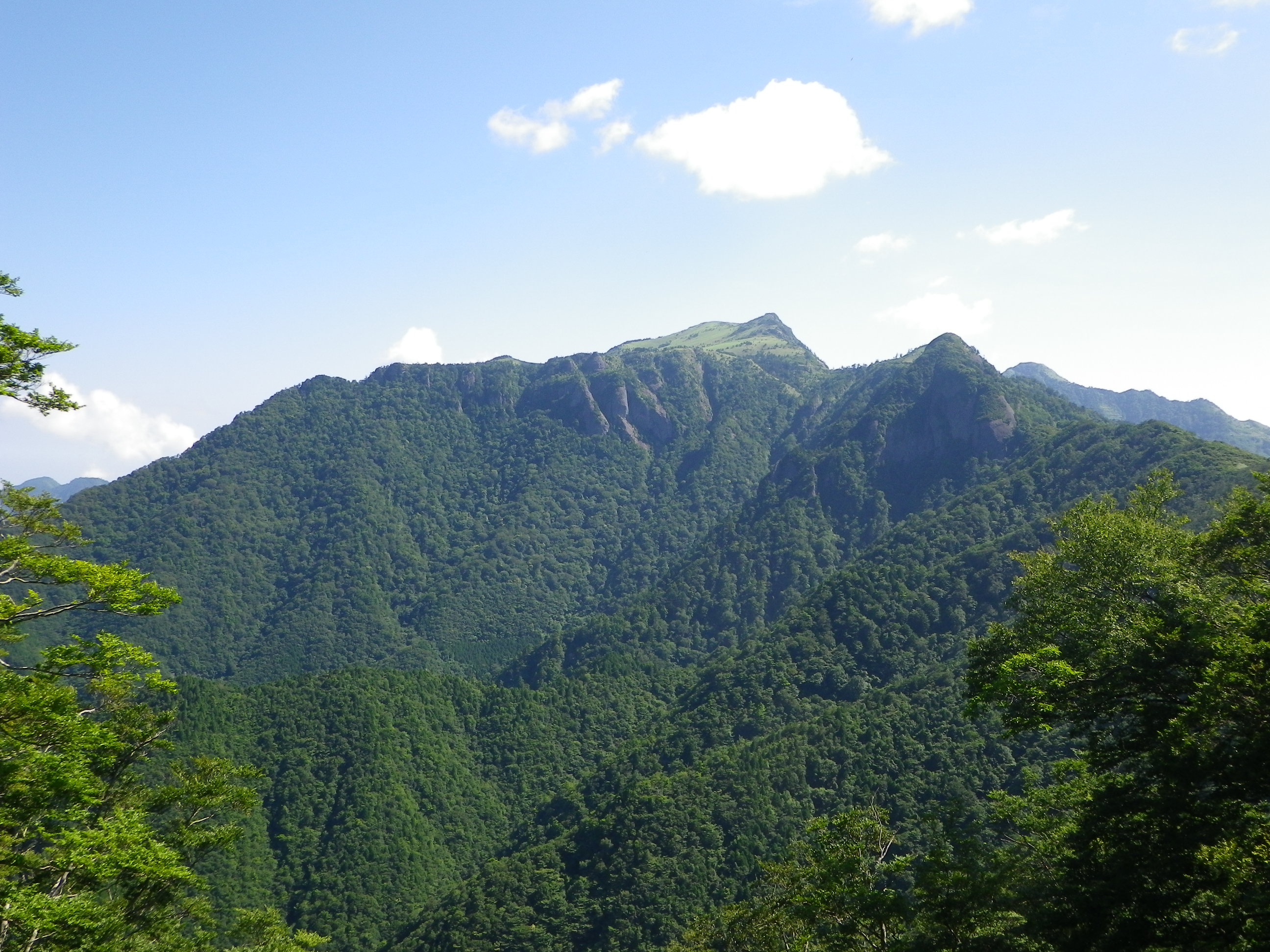
瓶ヶ森
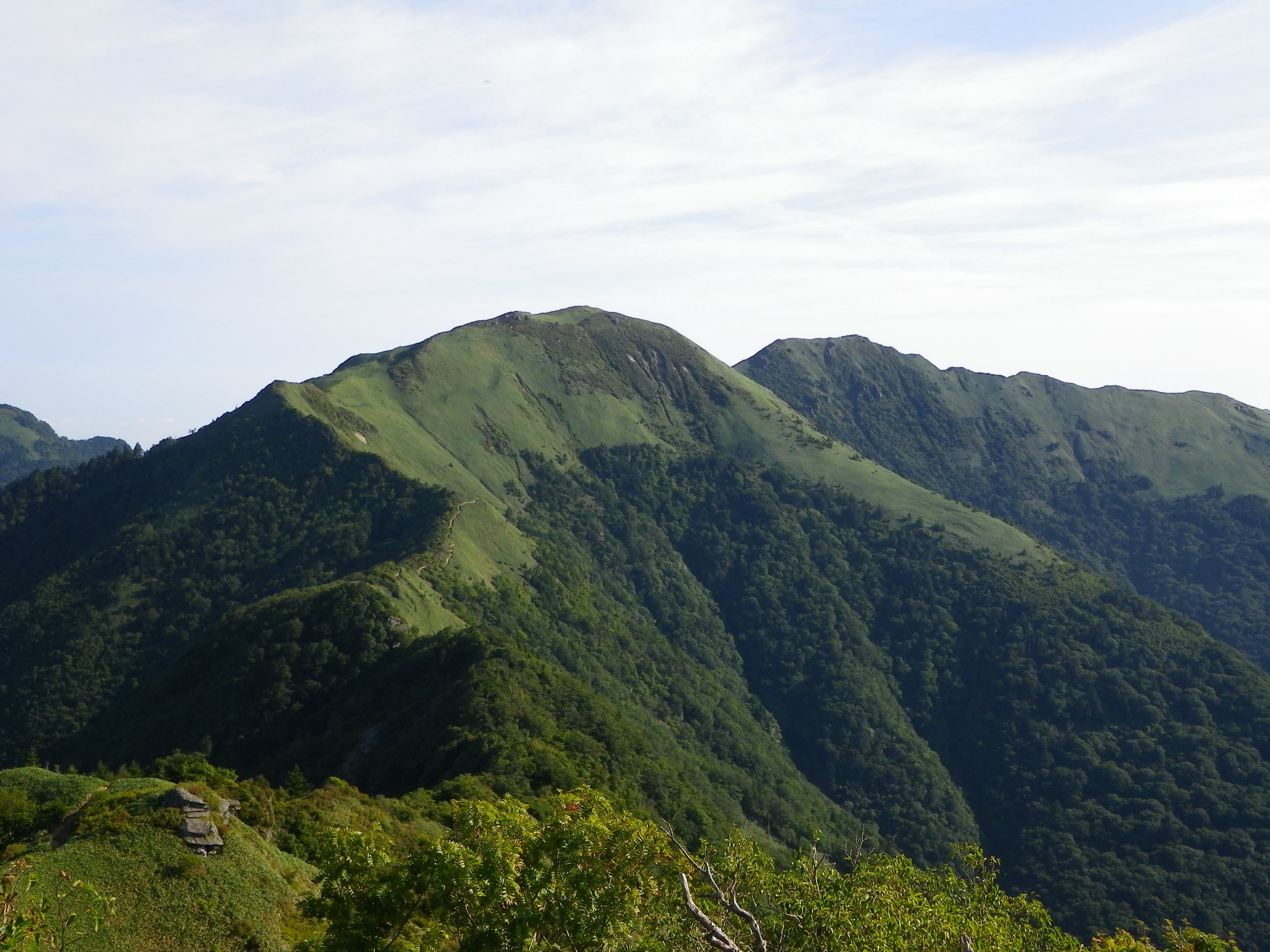
笹ヶ峰とちち山
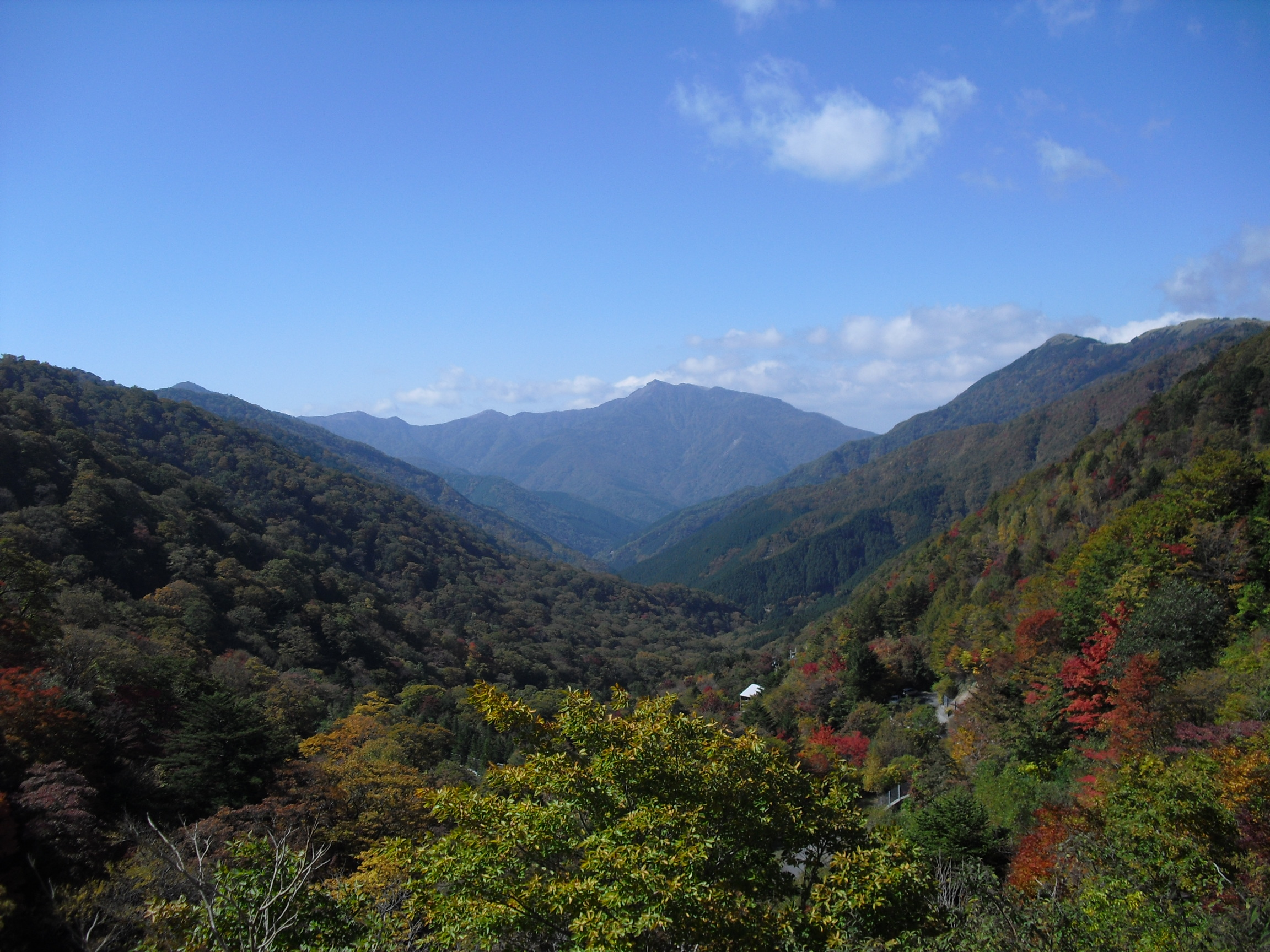
三嶺
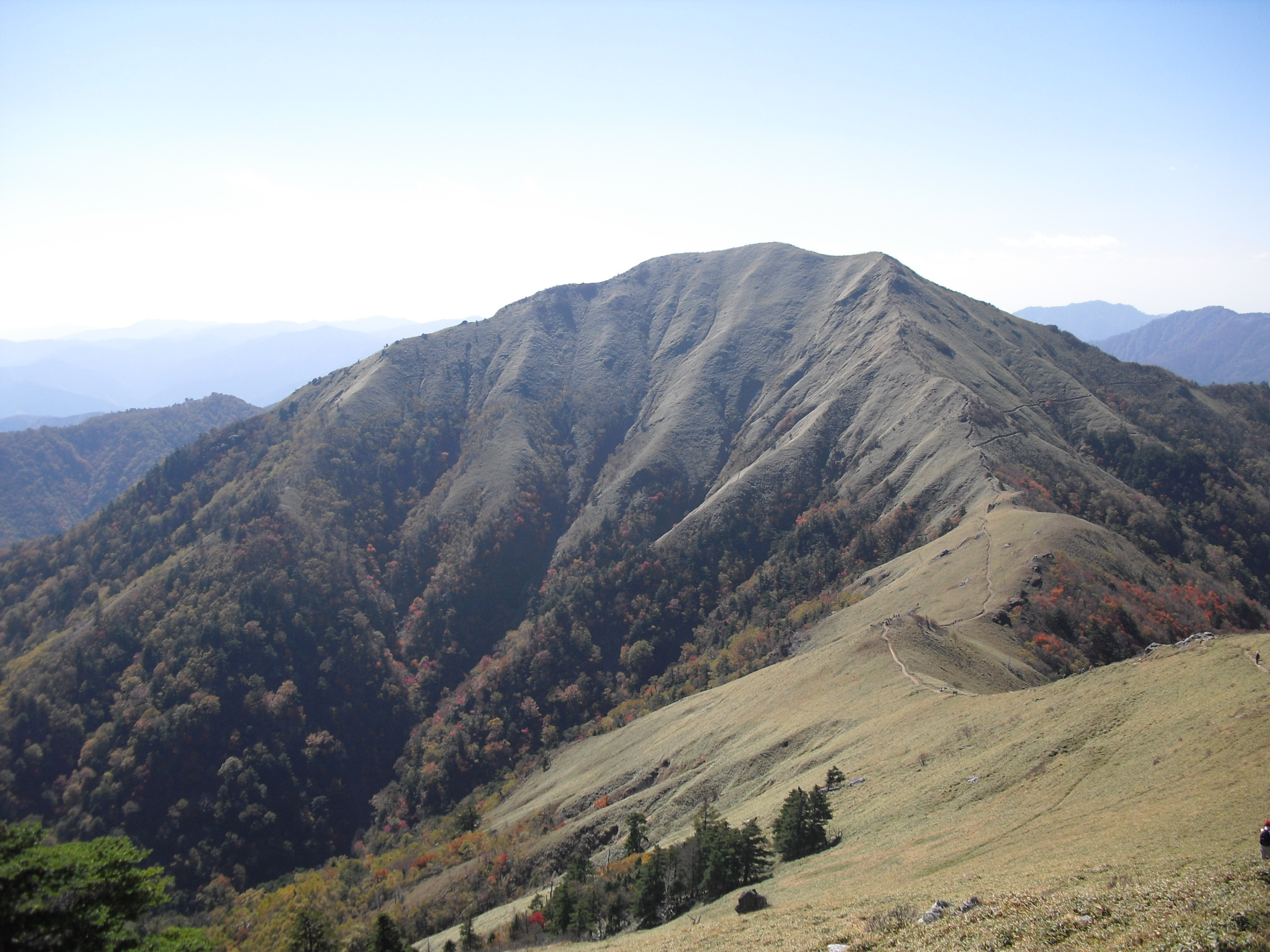
次郎笈
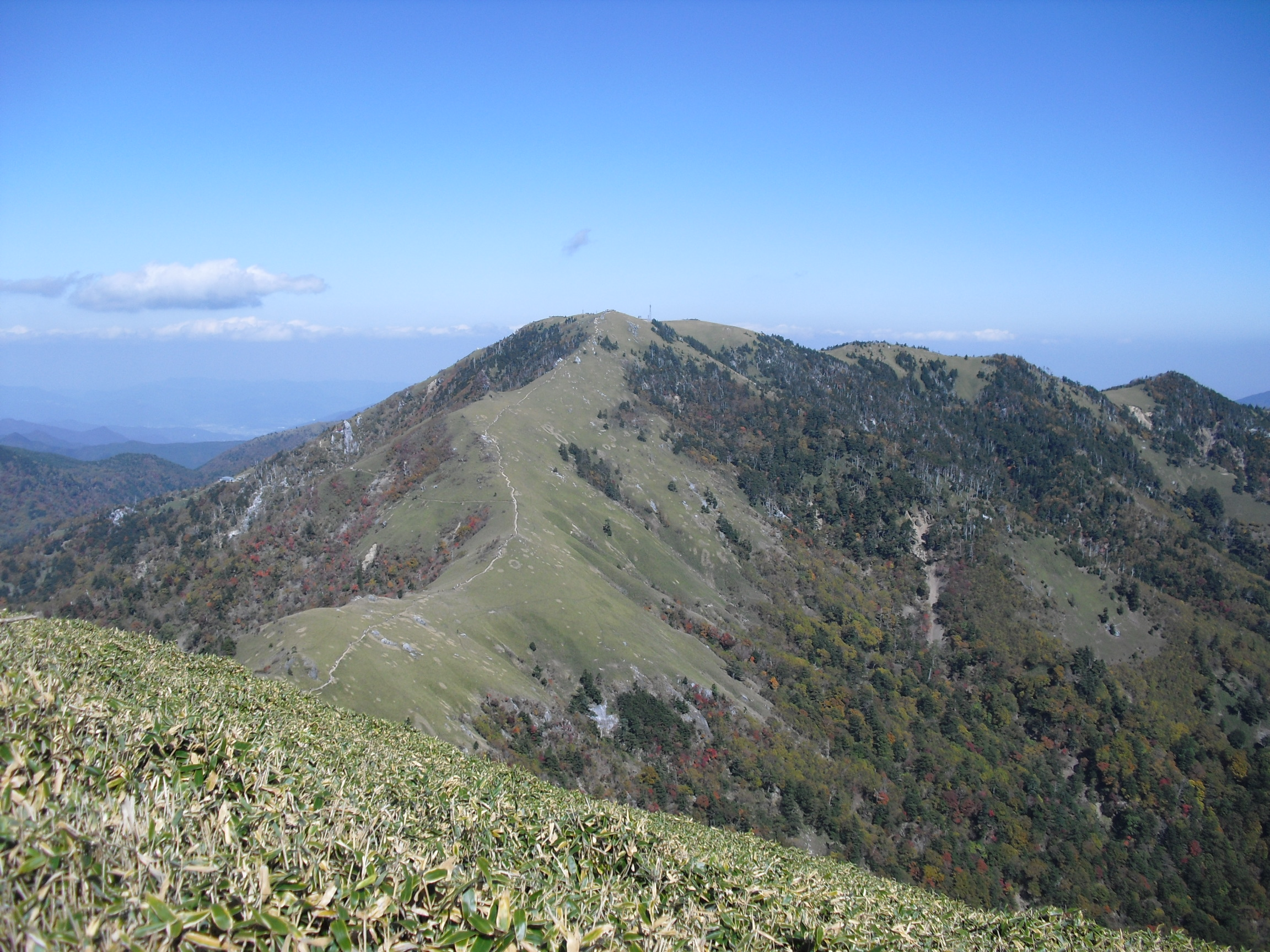
剣山
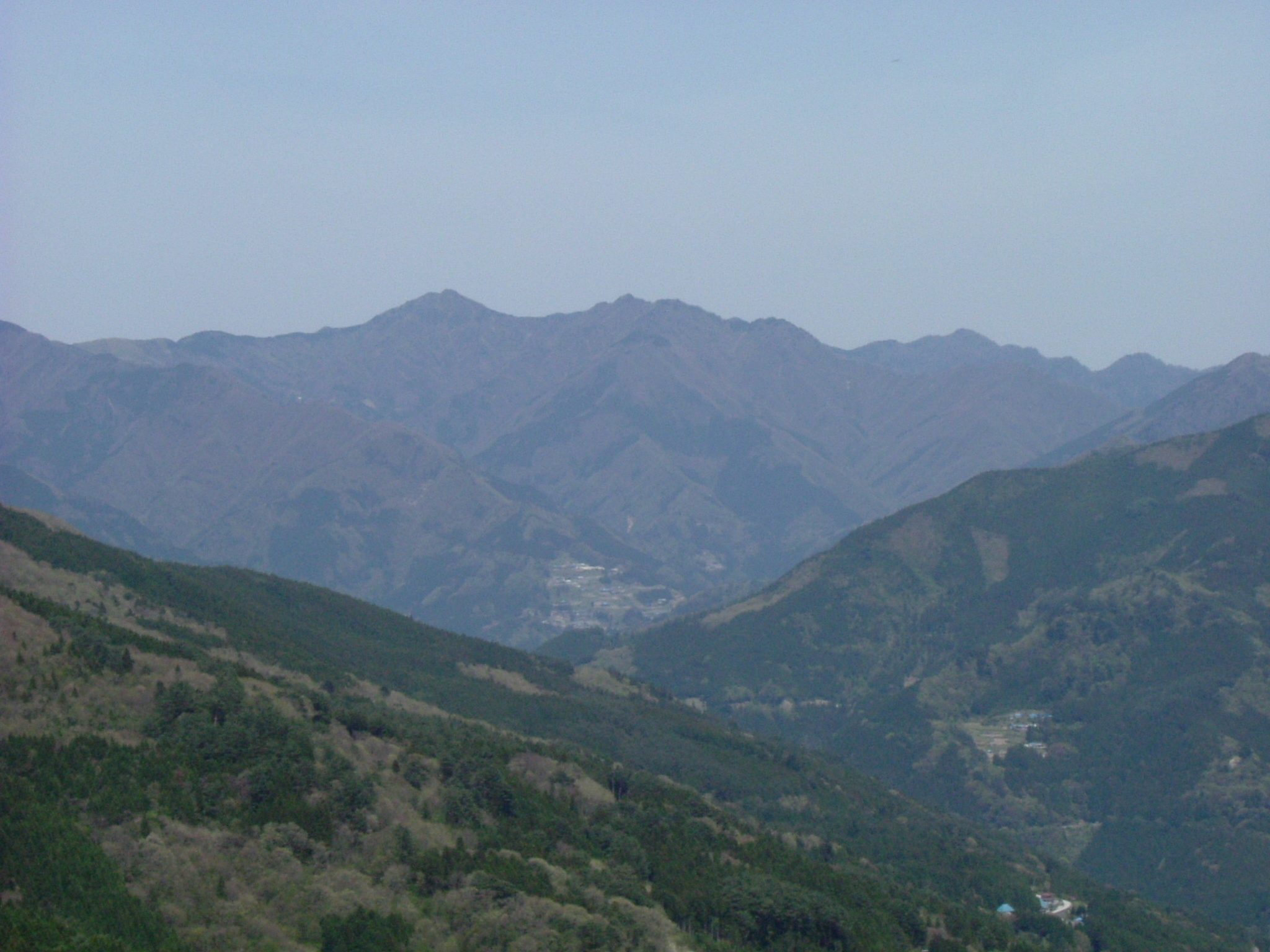
矢筈山